# CURS
Centrul de Sociologie Urbană și Regională (CURS) este companie privată de cercetări sociale și de marketing din România. CURS și-a început activitatea în 1990 pe baza Laboratorului de Sociologie Urbană al IPCT (Institutul de Proiectare pentru Construcții Tipizate).
Deținut de Iosif Buble (fost angajat Antena 3).